# Konserwatyzm (statystyka)
Konserwatyzm – w statystyce pojęcie odnoszące się do właściwości testu statystycznego. Im bardziej konserwatywny jest dany test statystyczny, tym trudniej za jego pomocą osiągnąć wynik, który będzie istotny statystycznie. I na odwrót, im mniej konserwatywny jest dany test, tym łatwiej osiągnąć wynik istotny statystycznie.